# مايك إيفانز (صحفي)
مايك إيفانز (بالإنجليزية: Mike Evans)‏ هو صحفي ومؤلف أمريكي، ولد في 30 يونيو 1947 في سبرينغفيلد في الولايات المتحدة.

## وصلات خارجية
- الموقع الرسمي